# Evryware
Evryware Inc.  est une société de développement de jeux vidéo sur ordinateur basée à Olympia, Washington, (États-Unis). Elle a été fondée en Californie en 1980 par deux ingénieurs, Dave Murry et Joe Gargiulo. Les frères et sœurs de Dave, Barry Murry et Dee Dee Murry, l'ont rejoint quelques années plus tard, pour compléter la société. Evryware était actif dans les années 1980 et 1990. Les fondateurs ont poursuivi leur aventure entrepreneuriale en créant Prime Web Design et Great Big Island Records.

## Jeux
| Titre                                   | Plateforme      | Sortie | Editeur        |
| --------------------------------------- | --------------- | ------ | -------------- |
| Pyrosaurus                              | DOS             | 1997   | Evryware       |
| Space Dude                              | DOS             | 1996   | FormGen        |
| SpaceKids                               | DOS             | 1994   | MicroProse     |
| The Ancient Art of War in the Skies     | DOS, GameTap    | 1992   | MicroProse     |
| Manhunter 2: San Francisco              | DOS             | 1989   | Sierra On-Line |
| Manhunter: New York                     | DOS             | 1988   | Sierra On-Line |
| The Ancient Art of War at Sea           | DOS, GameTap    | 1987   | Brøderbund     |
| The Ancient Art of War                  | DOS, GameTap    | 1984   | Brøderbund     |
| Sierra Championship Boxing              | DOS             | 1983   | Sierra On-Line |
| EVRYDIET: A Diet and Nutrition Guide    | DOS             | 1983   | Evryware       |
| Exterminator                            | Heath/Zenith 89 | 1983   | Evryware       |
| Zeedle Deet                             | Heath/Zenith 89 | 1983   | Evryware       |
| His Majesty's Ship Impetuous            | Heath/Zenith 89 | 1982   | Evryware NCaps |
| Dragons of Hong Kong                    | Heath/Zenith 89 | 1982   | Evryware       |
| Six Micro Stories(Microsoft BASIC game) | Heath/Zenith 89 | 1982   | Evryware       |
| Space Odyssey 1                         | Heath/Zenith 89 | 1982   | Evryware       |
| Y-Wing Fighter                          | Heath/Zenith 89 | 1982   | Evryware       |
| Galactic Warrior                        | Heath/Zenith 89 | 1981   | Evryware       |
| Missile Control                         | Heath/Zenith 89 | 1981   | Evryware       |
| Invasion                                | Heath/Zenith 89 | 1980   | Evryware       |